# Abraham Palatnik
Abraham Palatnik, né le 19 février 1928 à Natal (Rio Grande do Norte) et mort le 9 mai 2020 à Rio de Janeiro, est un artiste brésilien, pionnier de l'art cinétique au Brésil.

## Biographie
Fils d'émigrés juifs originaires d'Ukraine, Abraham Palatnik naît à Natal, dans le Nord du Brésil. À l'âge de quatre ans, il quitte le Brésil avec sa famille pour aller vivre à Tel Aviv. Il y passe son enfance et son adolescence, étudiant la physique et la mécanique dans une école technique, puis la peinture, le dessin et l'esthétique à l'Institut municipal d'art de Tel Aviv. 
À l'âge de 20 ans, il retourne au Brésil et s'installe à Rio de Janeiro, où il passe la plus grande partie de sa vie adulte. D'abord proche d'artistes comme Ivan Serpa, Lygia Clark, Franz Weissman et Ferreira Gullar, avec lesquels il forme le Grupo Frente, il abandonne rapidement la peinture pour se lancer dans la conception d'installations électriques cinétiques et lumineuses. Son invention est présentée lors de la première Biennale internationale d'art de São Paulo, en 1951, et reçoit une mention honorable du jury.
Certaines de ses œuvres sont conservées au Museum of Modern Art (MoMA) de New York, au Museum of Fine Arts de Houston et au Museu de Arte de São Paulo.

### Mort
Abraham Palatnik succombe au covid-19 dans un hôpital de Rio après une dizaine de jours d'hospitalisation.